# 索形钻螺
索形钻螺（学名：Opeas funiculare）为钻头螺科钻螺属的动物，是中国的特有物种。分布于上海、四川、长江流域各地等地，生活环境为陆地，常栖息于山区潮湿的草丛中、农田、住宅、公园、寺庙附近草丛土壤瓦砾中以及石块或落叶下多腐植质的环境。